# Еберхард фон Геминген (1674 – 1741)
Еберхард фон Геминген (на немски: Eberhard von Gemmingen; * 7 юли 1674; † 16 август 1741 в Кирххайм унтер Тек) е благородник от стария алемански рицарски род Геминген в Крайхгау в Баден-Вюртемберг от линията „Б (Хорнберг) на фрайхерен фон Геминген“ и „линията Некарцимерн/Бюрг“, господар в Бюрг и Престенек (в Нойенщат ам Кохер). Той е главен фогт на Балинген и главен дворцов майстер на вюртембергската херцогска вдовица Йохана Елизабет.
Той е третият син на Ахилес Кристоф фон Геминген (1619 – 1676) и третата му съпруга Амалия фон Менцинген. Полубрат е на Ханс Готлиб (пр. 1649 – 1691) и Йохан Бернхард (1656 – 1723).
Еберхард фон Геминген е главен фогт в Балинген, рицар и церемония-майстер на вюртембергския ловен
орден „Св. Хубертус“ и главен дворцов майстер на вюртембергската херцогска вдовица Йохана Елизабет фон Баден-Дурлах. Братята управляват заедно. След смъртта на брат му Йохан Бернхард (1656 – 1723) при подялбата през 1724 г. собствеността Престенек. Той е погребан в църквата „Св. Мартин“ в Кирххайм унтер Тек.
Клонът „Бюрг-Престенек“ и с него целият клон „Бюрг на фрайхерен фон Геминген“ измира по мъжка линия през 1841 г.

## Фамилия
Еберхард фон Геминген се жени 1712 г. с Елеонора Бенедикта фон Геминген (1683 – 1717), дъщеря на Уриел фон Геминген (1644 – 1707) и Урсула Естер Нотхафтин фон Хохберг († 1734). Той се жени втори път 1720 г. за Фридерика Катарина Юстина фон Валброн. Неговите деца са:
- Карл Август (1716 – 1785), вюртембергски камерхерр, генерал-майор и командир на херцогския охранителен корп, женен за Августа Мария фон Мицшефал († 1762)
- Йохана Еберхардина (1721 – 1802), омъжена I. за граф Йоахим Хайнрих фон Шверин († 1746), II. за фон Бер
- Еберхард Фридрих (1726 – 1791), лирик и композитор